# Nefó I
Nefó I (en grec medieval Νήφων Α´) va ser patriarca de Constantinoble de l'any 1311 al 1314. Va succeir a Atanasi I de Constantinoble.
Provenia de Véria, i havia estat metropolità de Cízic. Els seus oponents el van calumniar, i Nicèfor Gregoràs deia d'ell que era un ignorant amant del luxe, i poc apte per ocupar el càrrec. Va dimitir després de quatre anys d'ocupar la seu, pressionat per les calúmnies.